# Антълоуп (град, Орегон)
Антълоуп (на английски: Antelope) е град в окръг Уаско, щата Орегон, САЩ. Антълоуп е с население от 59 жители (2000) и обща площ от 1,3 km². Намира се на 818,4 m надморска височина. ЗИП кодът му е 97001, а телефонният му код е 541.